# U 165 (U-Boot, 1942)
U 165 war ein deutsches U-Boot vom Typ IX C, das im Zweiten Weltkrieg von der deutschen Kriegsmarine eingesetzt wurde.

## Technik und Geschichte
U 165 war ein Tauchboot für ozeanische Verwendung. Es war ein U-Boot vom Zweihüllentyp und hatte eine Wasserverdrängung von 1120 t über und 1232 t unter Wasser. Es hatte eine Länge von 76,76 m, eine Breite von 6,76 m und einen Tiefgang von 4,70 m. Mit den beiden 2200 PS MAN-Neunzylinder-Viertakt Dieselmotoren M 9 V 40/46 mit Aufladung konnte eine Höchstgeschwindigkeit über Wasser von 18,3 kn erreicht werden. Bei 10 kn Fahrt konnten 12.000 Seemeilen zurückgelegt werden. Die beiden 500 PS SSM-Doppel-E-Maschinen GU 345/34 hatten 62 × 62 Akku-Zellen AFA Typ 44 MAL 740 W. Es konnte eine Höchstgeschwindigkeit unter Wasser von 7,3 kn erreicht werden. Bei 4 kn Fahrt konnte eine Strecke von 64 Seemeilen zurückgelegt werden. Aus 4 Bug- und 2 Hecktorpedorohren konnten 22 Torpedos oder bis zu 44 TMA oder 66 TMB-Minen ausgestoßen werden. Die Tauchtiefe betrug 100 – 200 m. Die Schnelltauchzeit betrug 35 Sekunden. Es hatte ein 10,5-cm Utof L/45 Geschütz mit 180 Schuss und 1 × 3,7-cm Fla-Waffe mit 2625 Schuss, 1 × 2-cm-Fla-Waffe mit 4250 Schuss. Ab 1943/44 erfolgte bei diesem Bootstyp der Ausbau der 10,5-cm-Kanone und Einbau von 4 × 2-cm-Zwillings-Fla-Geschützen mit 8.500 Schuss. Die Besatzungsstärke konnte aus vier Offizieren und 44 Mannschaften bestehen. Die Kosten für den Bau betrugen 6.448.000 Reichsmark.
Der Auftrag für das Boot wurde am 25. September 1939 an die Seebeckwerft, Geestemünde vergeben. Die Kiellegung erfolgte am 30. August 1940, der Stapellauf am 15. August 1941, die Indienststellung unter Korvettenkapitän Eberhard Hoffmann fand schließlich am 3. Februar 1942 statt.
U 165 gehörte vom 3. Februar 1942 bis zum 31. August 1942 als Ausbildungsboot der 4. U-Flottille in Stettin und vom 1. September bis zu seiner Versenkung am 27. September 1942 als Frontboot der 10. U-Flottille in Lorient an.
Es absolvierte eine Feindfahrt, auf der es drei Schiffe mit 15.011 BRT sowie ein Patrouillenboot mit 358 t versenken und drei Schiffe mit 18.447 BRT beschädigen konnte. U 165 wurde am  27. September 1942 in der Biscaya durch britische Luftstreitkräfte versenkt. Es gab keine Überlebenden.

## Kommandanten

### Eberhard Hoffmann
Eberhard Hoffmann wurde am  16. Mai 1907 in Diedenhofen geboren. Am 1. April 1925 trat er als Offiziersanwärter in die Reichsmarine ein. Nach der Grund- und Bordausbildung sowie diversen Fähnrichslehrgängen legte er die Offiziershauptprüfung ab. Nach der Ausbildung wurde er in diversen Kommandos eingesetzt. Im Juni 1939 wurde er in das Oberkommando der Marine/1. Seekriegsleitung versetzt und diente dort, mit einem kurzen Abstecher, von November 1940 bis Dezember 1940 auf dem Schweren Kreuzer Admiral Hipper, bis zum März 1941. Im April 1941 ging er zur 1. U-Lehrdivision nach Neustadt und im Mai 1941 zur Torpedoschule nach Flensburg-Mürwik. Im Juli 1941 kam er als Kommandantenschüler auf U 109; dort lernte er, auf zwei Unternehmungen, vom Ritterkreuzträger Heinrich Bleichrodt. Im Dezember 1941 ging er, zur Baubelehrung für U 165, zur 6. Kriegsschiffbaulehrabteilung nach Bremen und wurde anschließend, am 3. Februar 1942, dessen Kommandant. Vom 4. März 1942 bis zum 6. August 1942 erfolgte die Ausbildung der Besatzung in der Ostsee und den einzelnen Ausbildungsflottillen. Hoffmann kommandierte nur eine unvollständige Unternehmung mit dem neuen Boot. Es wurde auf dieser ersten Unternehmung von einem gegnerischen Flugzeug mit der gesamten Besatzung versenkt. Eberhard Hoffmann wurde 35 Jahre alt. Sein letzter Dienstgrad war Korvettenkapitän (1. November 1939). Posthum wurde er mit Rangdienstalter vom 1. September 1942 zum Fregattenkapitän befördert.

## Einsatzstatistik

### Erste Unternehmung
Das Boot lief am 7. August 1942 um 7.00 Uhr von Kiel aus. U 165 operierte im Westatlantik, der Belle-Isle-Straße, vor Neufundland und im Sankt-Lorenz-Golf.
- Am 28. August 1942 wurden im Nordatlantik nördlich Neufundland zwei Schiffe torpediert. Der US-amerikanischen Dampfer Arlyn (Lage) mit 3.304 BRT wurde durch einen Torpedo versenkt. Er hatte 3.000 t Gas, Lastkraftwagen, Dynamit sowie Stückgut geladen und befand sich auf dem Weg von New York zur Hudson Bay. Es gab neun Tote und 43 Überlebende. Das Schiff war bewaffnet mit 1 × 4 Zoll-Kanone und 4 × 20 mm Fla-Waffen. Der zweite Dampfer war der US-amerikanischen Flottentanker USS Laramie (AO 16) mit 7.252 BRT. Er wurde durch einen Torpedo beschädigt. Er hatte 361.000 Gallonen Flugzeugbenzin und 55.000 Barrel Erdöl geladen und befand sich auf dem Weg von Sydney (Nova Scotia) nach Grönland. Es gab vier Tote. Die Schiffe gehörten zum Konvoi SG-6.
- Am 7. September 1942 wurden im St.-Lorenz-Golf zwei Schiffe versenkt. Der griechische Dampfer Aeas (Lage) mit 4.729 BRT. Er hatte 1.824 Baumstämme sowie 1.490 t Stahl geladen und befand sich auf dem Weg von Three Rivers nach Großbritannien. Es gab zwei Tote und 31 Überlebende. Das zweite Schiff war das kanadische Patrouillenboot HMCS Racoon (Lage) mit 358 t. Die HMCS Raccoon war ein Geleitschiff des Konvois QS-33, dem beide Schiffe angehörten. Die Raccoon war ein Totalverlust mit 37 Toten.
- Am 16. September 1942 wurden im St. Lorenz-Golf drei Schiffe torpediert. Der britische Dampfer Essex Lance mit 6.625 BRT wurde durch einen Torpedo beschädigt. Er hatte eine unbekannte Ladung und war auf dem Weg von London nach Montreal. Es gab einen Toten und 39 Überlebende. Das zweite Schiff war der griechische Dampfer Joannis (Lage) mit 3.667 BRT. Er wurde durch einen Torpedo versenkt. Er hatte 4.884 t Anthrazitkohle geladen und war auf dem Weg von Swansea und Sydney (Nova Scotia) nach Montreal. Es gab keine Verluste, 32 Überlebende. Das dritte Schiff, der US-amerikanische Dampfer Pan York mit 4.570 BRT, wurde durch einen Torpedo beschädigt. Er hatte eine unbekannte Ladung an Bord und war auf dem Weg von Reykjavík nach Montreal. Alle drei Schiffe gehörten zum Konvoi SQ-36.

## Verbleib
U 165 wurde am 27. September 1942 in der Biscaya, auf der Position 47° 5′ N, 5° 30′ W von der britischen Vickers Wellington Q der (tschechischen) Squadron 51 mit Wasserbomben versenkt. Es gab keine Überlebenden (51 Tote).
- Karte mit allen Koordinaten:
- OSM |
- WikiMap